# Joe Natuman
Joe Natuman es un político vanuatense que fue Primer ministro de Vanuatu desde el 15 de mayo de 2014 hasta el 11 de junio de 2015. Comenzó su carrera política como diputado en 1995 aunque antes había trabajo como funcionario de alto nivel en la administración de Walter Lini.

## Formación y carrera profesional
Durante su infancia y adolescencia estudió en Vanuatu para graduarse después en la Universidad del Pacífico Sur con un año de intercambio en la Universidad de Papúa Nueva Guinea. Tras graduarse comenzó a ser funcionario de la Administración desde 1980, en la oficina del primer ministro, hasta 1991. Ese año volvió a la Universidad del Pacífico como asistente administrativo, permaneciendo hasta 1995.

## Carrera política

### Diputado y ministro
En las elecciones de 1995 entró en la política nacional como diputado por Tanna por el Vanua'aku Pati. Fue reelegido de forma consecutiva en las elecciones de 1998, 2002, 2004, 2008 y 2012. Durante este tiempo ocupó brevemente cuatro ministerios: ministro de Servicios Judiciales, Cultura y Mujer en 1996; ministro de Tierras, Energía, Geología y Minas en 1997; ministro de Educación en dos periodos, 1998 y 2004 y finalmente, también en dos periodos, ministro de Interior en 2002 y de 2007 a 2008.
En 2010 el nuevo primer ministro, Edward Natapei anunció su nombramiento como ministro de Asuntos Exteriores pero pasó a la oposición en diciembre de ese año al comenzar la crisis política que llevó a la rápida sucesión de Natapei, Sato Kilman y Serge Vohor por sucesivas mociones de censura y anulaciones de las votaciones por los tribunales. Hasta el final de la crisis, en junio de 2011, fue recuperando y perdiendo su posición al frente del Ministerio de Asuntos Exteriores cuando ocupaba la jefatura de gobierno Natapei. Finalmente abandonó el gobierno de forma definitiva tras el cierre de la crisis con la elección de Kilman como primer ministro

### Primer ministro
En mayo de 2014 Moana Carcasses Kalosil perdió una moción de confianza y el parlamento eligió a Natuman como nuevo primer ministro. Fue el único candidato en la votación y obtuvo una amplia mayoría, consiguiendo 40 de los 52 votos. La prensa internacional destacó la inestabilidad política tras la pérdida de confianza de Moana Carcasses y la elección de Natuman como decimoprimer ministro en seis años.